# Bryone dioïque
Bryonia dioica
Espèce
Classification phylogénétique
Statut de conservation UICN

 LC  : Préoccupation mineure
La Bryone dioïque (Bryonia dioica, synonyme Bryonia cretica ssp. dioica) (du grec ancien βρὐον / brúon, « laitue de mer ») est une espèce de plante à fleurs de la famille des Cucurbitacées. C'est une plante herbacée vivace par sa racine, grimpante des haies, aux baies rouges toxiques. Sa racine charnue est amylacée et fortement purgative.

## Histoire
Jadis, Bryonia dioica Jacquin était considérée comme une plante magique associée à la magie blanche.

Au XIIe siècle, le navet du diable passe pour augmenter la tolérance à l'alcool. Toujours au XIIe siècle, Hildegarde de Bingen indique : « Pour se garantir de l'ivresse, boire du jus de bryone avec autant de vinaigre, ainsi toute la semaine on ne sera point ivre »,.
La racine, râpée dans l'eau, tamisée et plusieurs fois lavée, fournit une fécule comestible mais de saveur peu agréable. Pendant la Terreur, des fugitifs s'en sont nourris sans mal selon Bosc (1821). Et Morand, au XVIIIe siècle, en aurait tiré un tapioca analogue à celui du manioc.

## Noms
Nom scientifique : Bryonia dioica Jacquin, famille des Cucurbitacées, sous-famille des Cucurbitoideae, tribu des Benincaseae, sous-tribu des Benincasinae.
Noms communs : bryone, navet du diable, couleuvrée, vigne-blanche, herbe de feu, rave de serpent, mandragore grimpante... de : Zaunrübe, en : red bryony, es : brionia, it : brionia, barbone.

## Description
Plante grimpante par ses vrilles, feuilles transformées et opposées aux feuilles, remarquables par leurs enroulements symétriques et alternés. Les tiges grêles peuvent atteindre jusqu'à 6 m de long.
Odeur des feuilles assez désagréable.
Les feuilles, alternes, à nervation palmée, présentent 5 à 7 lobes plus ou moins découpés.
La racine et la partie souterraine de la tige forment une souche charnue, à écorce jaunâtre, qui émet au printemps les bourgeons donnant naissance à de nouvelles tiges.

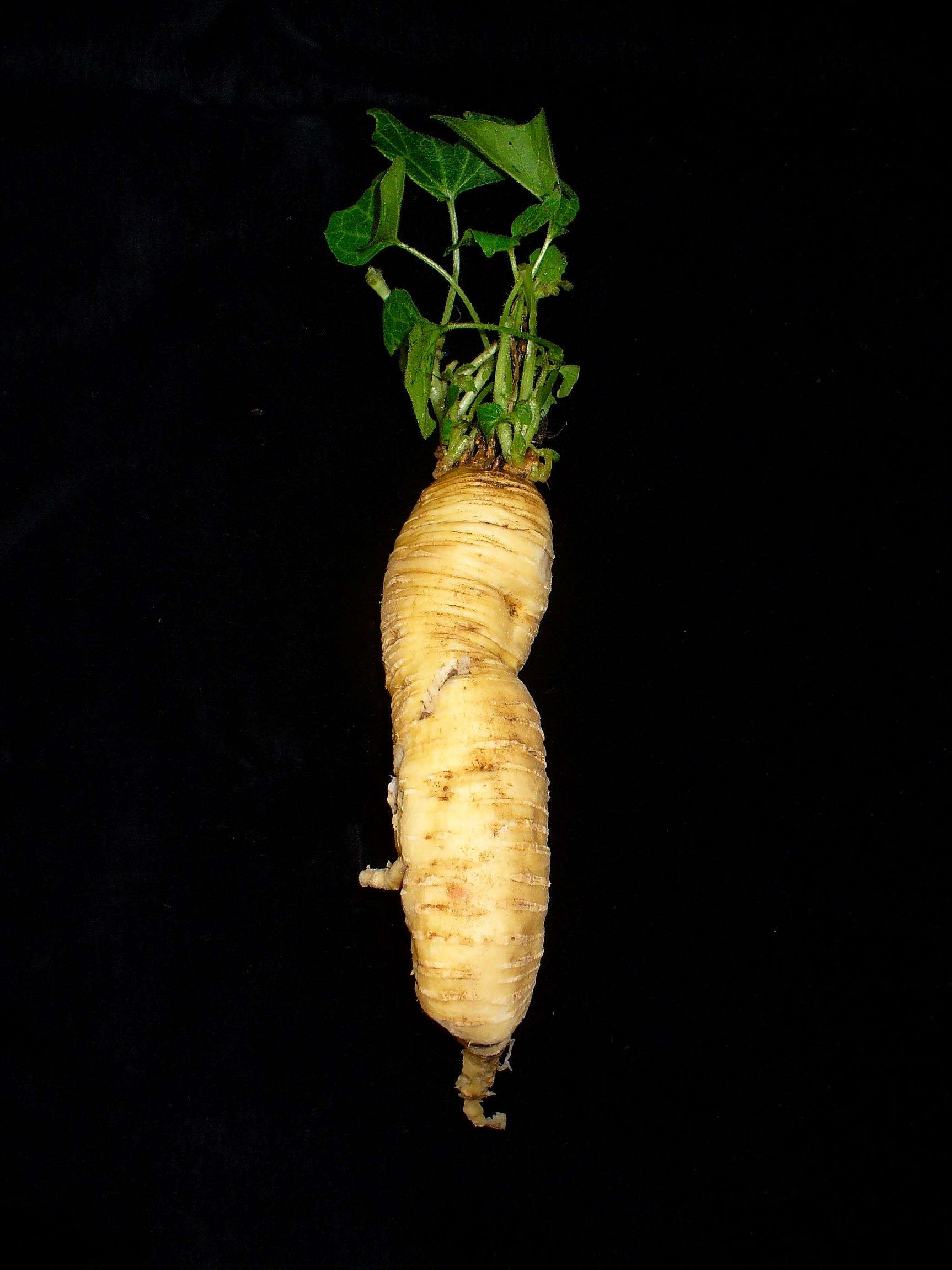
Racine.
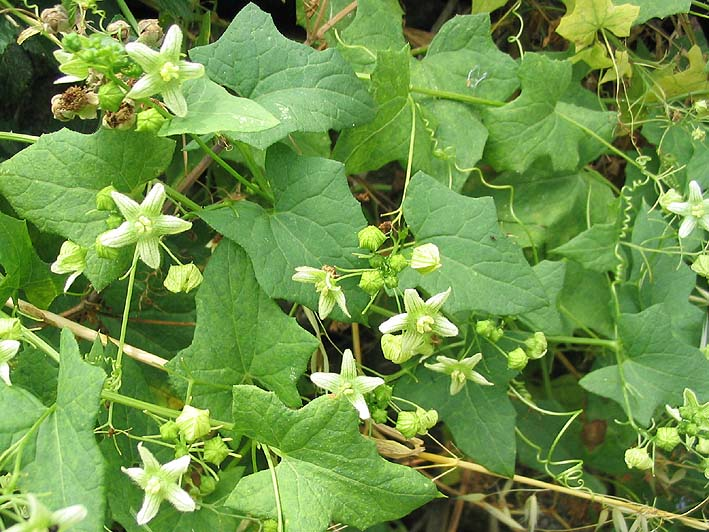
Feuilles et fleurs mâles.
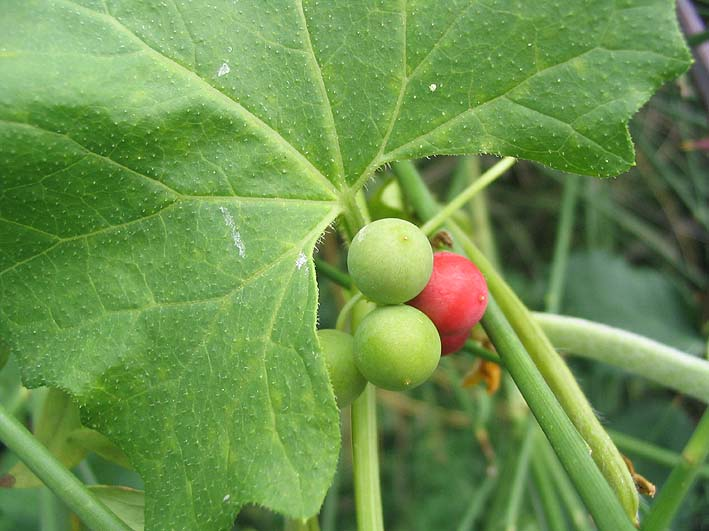
Fruits.
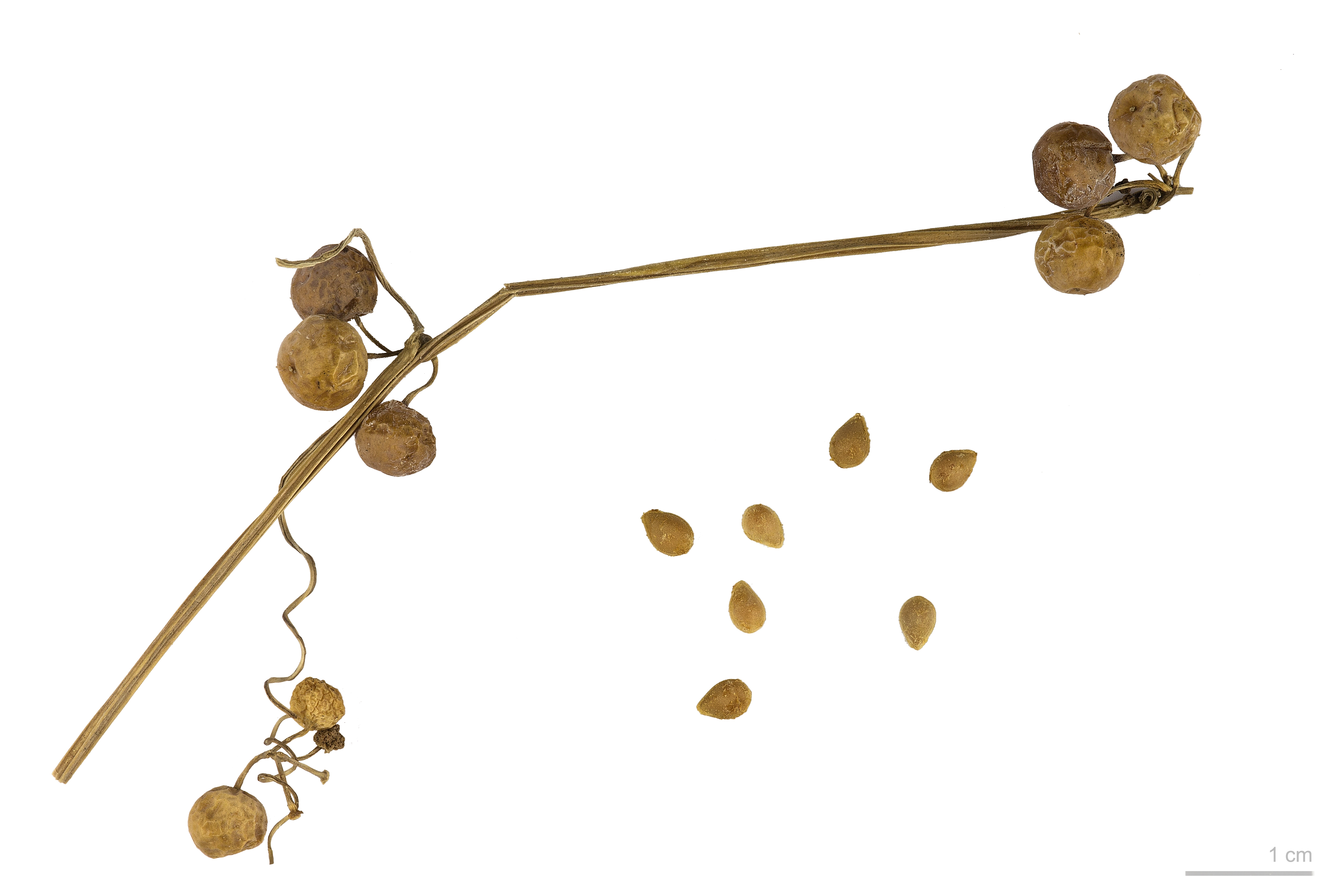
Bryonia dioica au Muséum de Toulouse.

Plante dioïque, ses fleurs mâles (ou staminées) et femelles (ou pistillées) se trouvent sur des pieds différents. Les fleurs mâles sont portées par des rameaux plus longs que les feuilles à l'aisselle desquelles ils s'insèrent, tandis que les fleurs femelles sont portées par des rameaux plus courts.
Les fleurs ont une corolle soudée à cinq lobes, blanc jaunâtre (verdâtre), veinés. Les fleurs mâles ont un calice en forme de cloche à cinq dents, et cinq étamines dont quatre soudées deux à deux par leur filet et une libre. Les fleurs femelles ont trois styles soudés à la base, et terminés par trois stigmates globuleux et poilus. L'ovaire est triloculaire, chacune des loges renfermant deux ovules.
Les fruits sont des baies globuleuses, lisses, de la taille d'un grain de groseille, vertes puis de couleur rouge vif à maturité. Ils ne sont pas comestibles, et présentent une toxicité certaine. Les fruits contiennent 6 graines sphériques beige orangé d'environ 3 mm de diamètre.

## Distribution
Commune dans les haies où ses tiges s'enchevêtrent. Répandue en Europe centrale et méridionale, dans le nord de l'Afrique et au Moyen-Orient. C'est l'une des rares Cucurbitacées spontanées dans les régions tempérées avec le concombre d'âne (Ecballium elaterium).

## Toxicité
Plante vénéneuse par ses baies et sa racine notamment (toutes les parties de la plante sont plus ou moins toxiques, mais surtout la racine et les fruits qui contiennent des saponines (bryonine) et des hétérosides triterpéniques, dont la bryonidine et des cucurbitacines,.
La bryone peut provoquer des dermites (plus ou moins irritantes) par simple contact cutané.
L'ingestion de parties de la plante (baies, racine) provoque des vomissements, de la diarrhée et peut avoir des conséquences graves (délire, crampes…) voire la mort (par exemple chez les vaches). L'absorption de 15 baies, attrayantes par leur couleur, suffirait à provoquer la mort d'un enfant, et 40 seraient mortelles pour un adulte.
Cependant les bourgeons de bryone sont consommés bien cuits en omelette ou à la manière des asperges dans le Roussillon où la bryone est appelée « carbassine » (du catalan carbassina).

## Usages médicinaux
La médecine populaire l'utilisait comme purgatif drastique et contre les rhumatismes mais non sans inconvénients, d'où son surnom de « navet du diable ». Les grecs anciens l'utilisaient également comme dépilatoire,.

## Usages non médicinaux
En région méditerranéenne, sous le nom de « carbacines », on mangeait comme "asperges de printemps" les pousses cueillies dès leur émergence. Elles étaient selon l'ethnobotaniste P. Lieuthagi vendues sur les marchés des Pyrénées-Orientales jusqu'à il y a quelques décennies. La plante devait être blanchie à l’eau bouillante et pouvait par exemple alors être ajoutée à une omelette ; cette pratique existe encore localement en Italie (en Toscane), avec des origines probablement gréco-romaines car comme le note A. Pieroni Disocoride, Pline et Galien (129-214) la mentionnent. Le médecin grec Galien écrivait à ce sujet : « les premiers germes de la couleuvrée se mangent ordinairement au printemps comme viande fort bonne à l’estomac et propre à émouvoir l’urine ». Plus récemment (XIIe siècle) le  Liber de simplici medicina (livre des Simples médecinales), de M. Platearius (école de médecine de Salerne) confirme une propriété diurétique : « L’eau où les tendrons auront cuit, donnée à boire, provoque fort l’urine ».
Cette plante est parfois utilisée comme plante décorative, par exemple pour garnir des tonnelles grâce à sa végétation exubérante. Il en existe une variété ornementale à feuilles laciniées. Cependant, il est déconseillé de les planter dans des lieux fréquentés par les enfants.

## Racine tubérisée
Dans certaines conditions les racines se tubérisent fortement et peuvent se densifier, s'allonger horizontalement et gonfler.

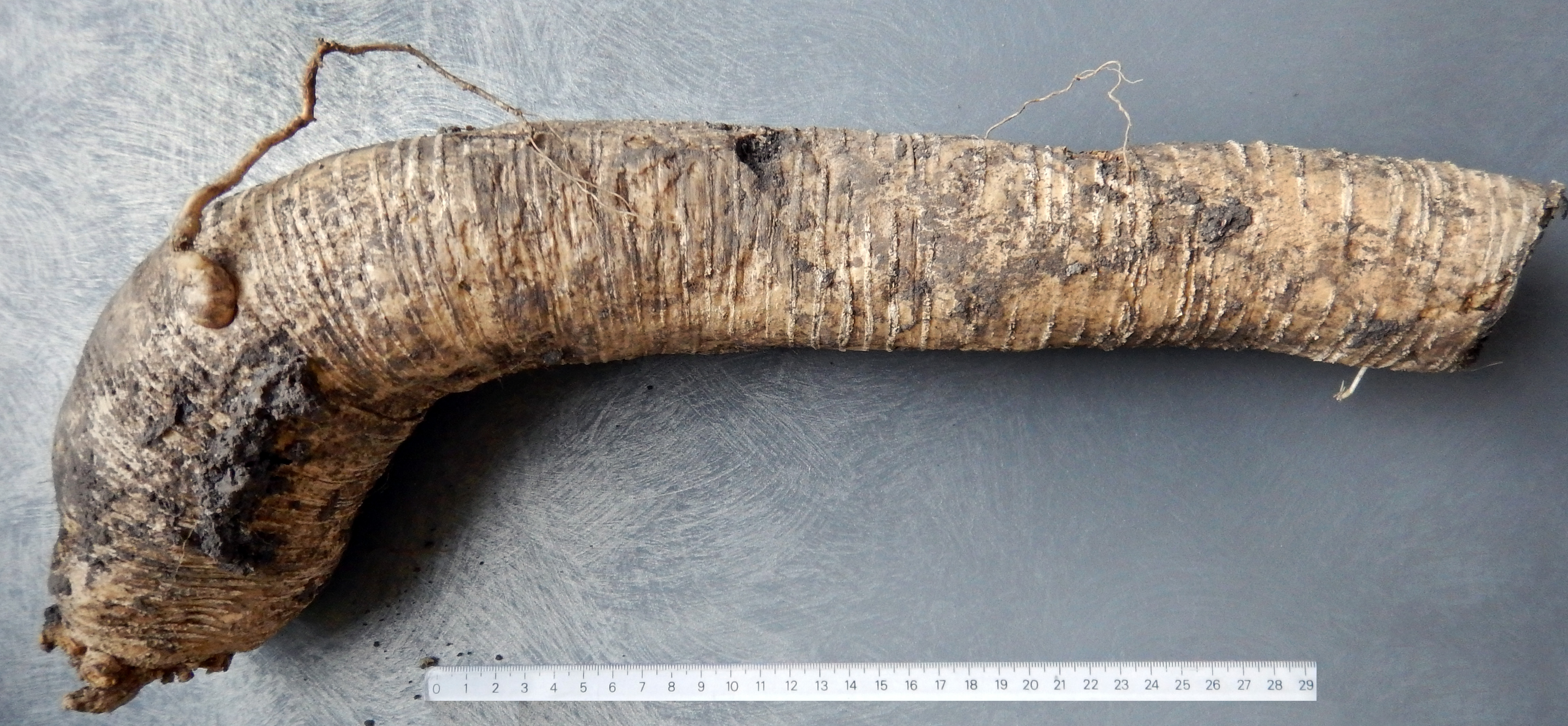
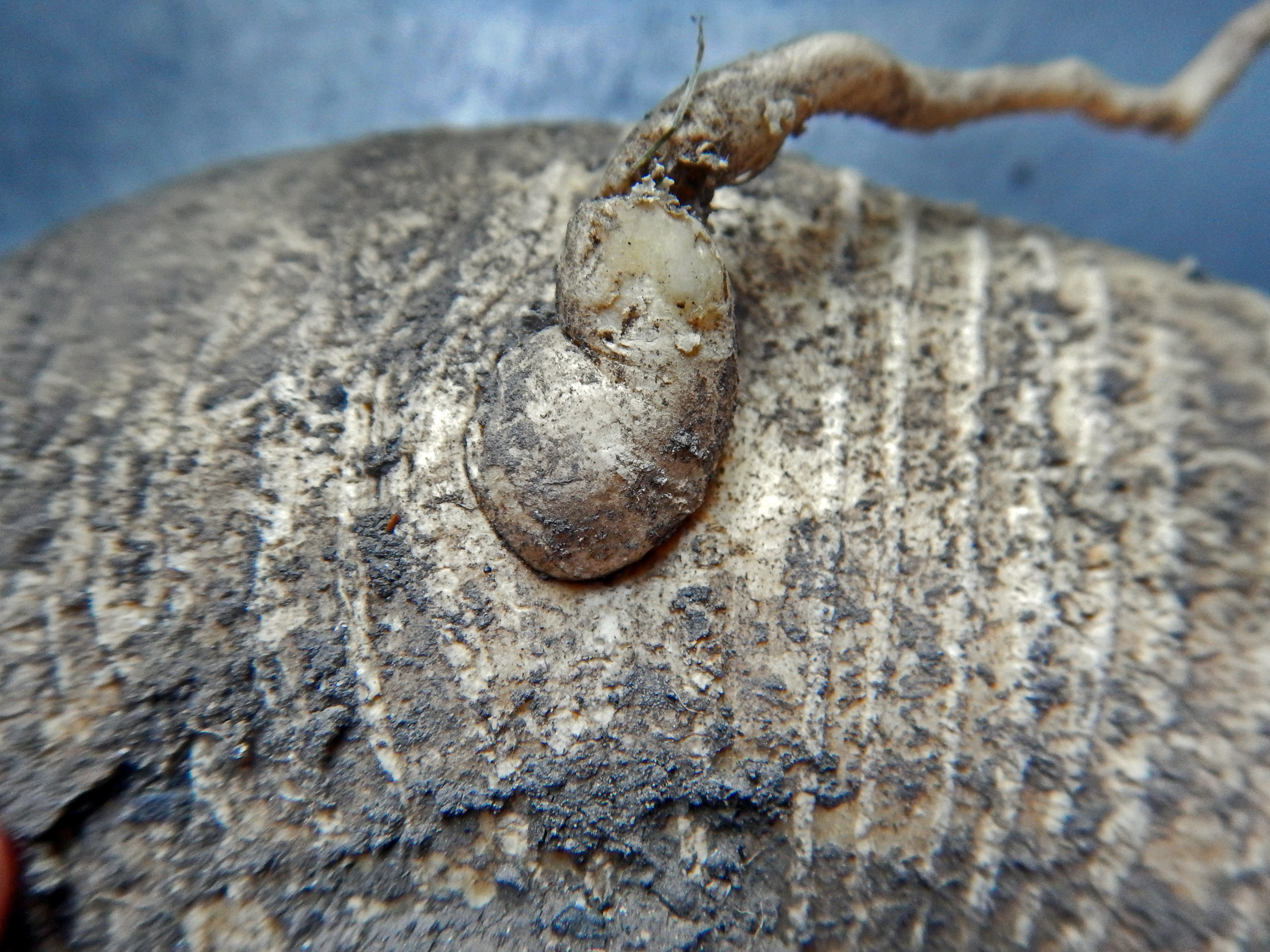
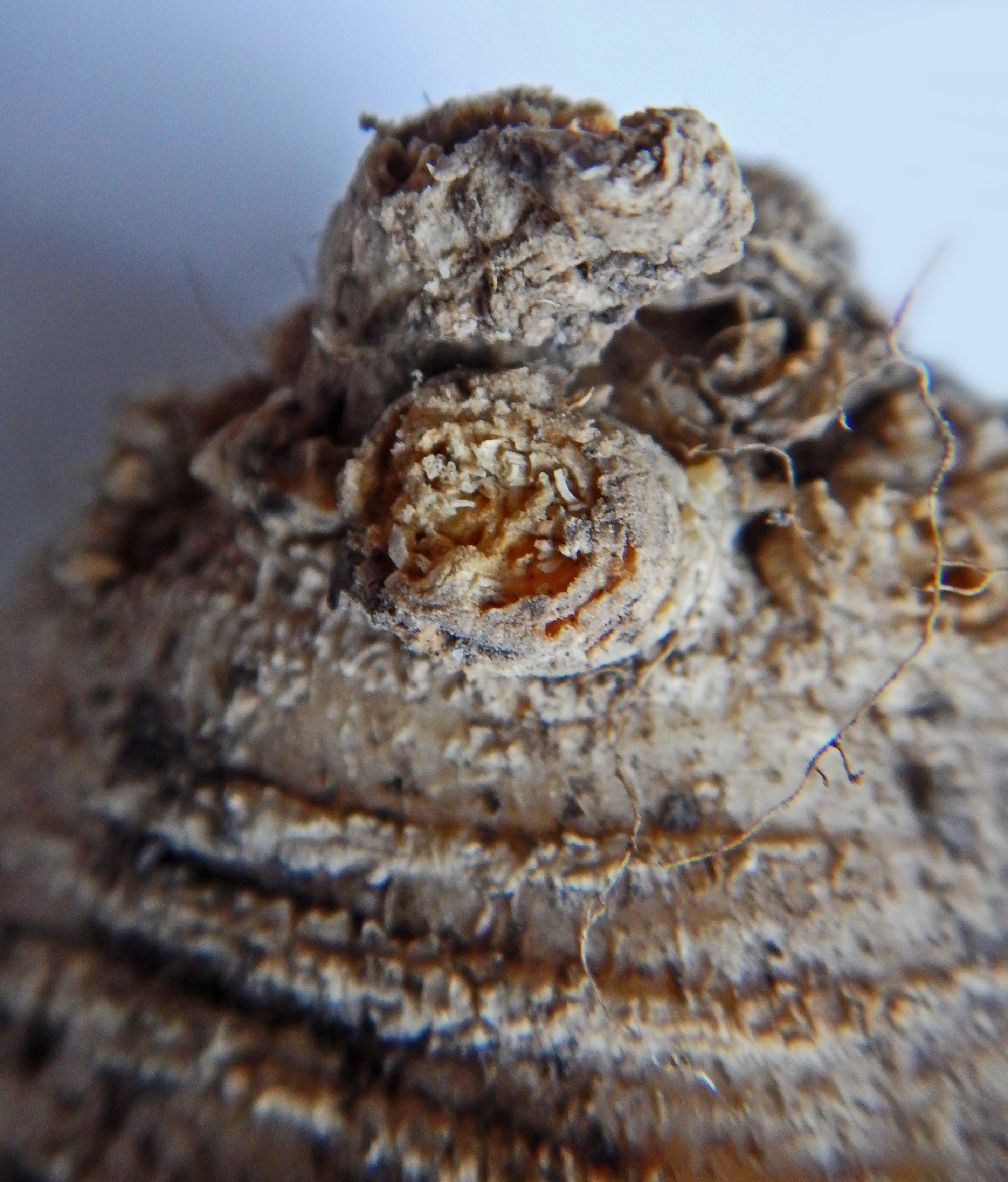
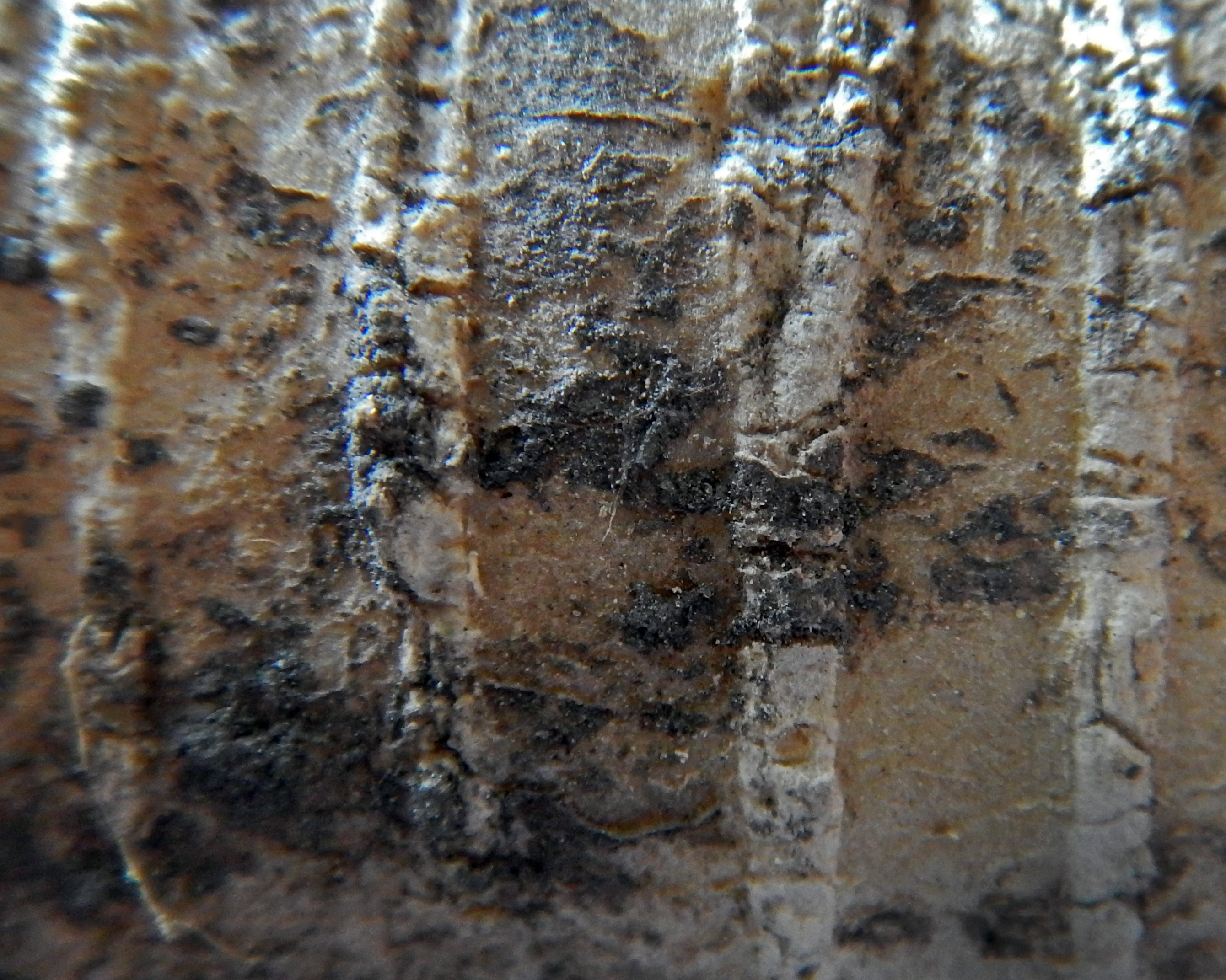

## Espèces liées
Sont regroupées sous ce titre de section les espèces dont l'existence dépend partiellement ou totalement de l'espèce objet de l'article ainsi que les espèces dont l'existence à une influence sur l'existence de l'espèce objet de l'article :
- La Mouche de la bryone (Liriomyza bryoniae)
- La Piéride de la bryone (Pieris bryoniae)
- La Coccinelle de la Bryone (Henosepilachna argus)
- L'Andrène de la bryone (Andrena florea)[15].

## Espèces proches
- Bryone blanche